# 張瑞図
張 瑞図（ちょう ずいと、1570年 - 1640年以後）は、明の書家・画家・政治家。字は長公（ちょうこう）・无画（むが）といい、二水（じすい）・果亭山人・白毫庵・平等居士などと号し、官は内閣に参与した。泉州府晋江県の出身。画は山水・書は行草が優れ、特に書は、邢侗・米万鍾・董其昌とともに「邢張米董」・「明末の四大家」などと称される名家であった。画は黄公望を学んだが、奇逸な書の出自の詳細は不明である。

## 経歴
万暦35年（1607年、38歳）、進士の試験に及第して翰林院に入り、熹宗時期では天啓6年（1626年、57歳）のときに礼部尚書となって内閣に入った。ただし、この出世は宦官の魏忠賢の愛顧を受けていたためとされている。魏忠賢は宮廷において権勢をほしいままにして政治を乱し、明を滅亡に導く因をなした人物である。
毅宗が即位して、忠賢が処罰されて自殺すると、張瑞図もその一党として弾劾された。毅宗は瑞図を庇護したが、彼は辞職を希望し、崇禎元年（1628年）に太保の官位を贈られて帰郷した。翌崇禎2年（1629年）の忠賢一味の罪状調査のとき、かつて瑞図が忠賢の生祠の碑文を書いたことが発覚して毅宗の怒りをかい、太保の称号も奪われた。その後、平民に降ろされてからは郷里で禅に心を寄せ、詩文におもいを託して書画を書くという悠々自適な生活を送った。そして、南明政権になって、文隠（ぶんいん）と諡された。

## 書
書の師法とするところはほとんど見られず、その出自の詳細は不明であるが、「はじめは唐の孫過庭を学んだ」とする清の梁巘の説があり、また、その後、蘇軾の『草書酔翁亭記』を学んだとも言われている。作品の多くは行草で、行草が最も優れているといわれるが、董其昌は詩情豊かな率意の筆致の小楷を第一に推している。また、豪快な大字があるなど作品は多彩である。リズミカルな古法にとらわれぬ独創的なスタイルは、董其昌や王鐸のような鍾繇や王羲之を習いこんだ書家とは一線を画しているが、明末の新しい風気を代表する作家の一人にあげられている。
初め古跡について学書中、その難を嘆き溜め息をつくと、傍らにいた妻から、「瑞図はなぜ瑞図の字を書かないか」と指摘され、翻然と覚り、ついにこの妙域に達したという。

### 作品
作品は行草の条幅が多い。結構は字の懐を狭め、行間を広くとっている。強烈な筆力で一気に紙を抉るように、また、横画を反らせて、転折では反転させてたたみ掛けるように運筆し、その勢いに乗って連綿する。
その作品には、『五言律詩軸』・『杜甫飲中八仙歌巻』・『李白詩巻』などがある。

#### 五言律詩軸
王維の五言律詩の『終南山』を条幅（169.5cm×48cm）に3行で書いた草書作品である。木の葉が舞い散るような、かつ、切れ味のよい運筆を繰り返して連綿としている。

#### 杜甫飲中八仙歌巻
行を左右に揺らしたり、文字の大小の変化が特長の横巻の草書作品。剃刀でそぎ落とすような鋭い筆触が見られる。

#### 李白詩巻
李白の『月下独酌詩』を横巻（縦28.7cm）に書いた草書作品。崇禎4年（1631年）の作で、晩年の落ち着いた書風の中に淀みない美しい運筆が見られる。

### 評価
- 比田井南谷は、「彼の書の線は、指先で紙面をなでるように器用に書いたもので、はなやかではあるが一種の器用書きの範囲を出ず、深味のあるものということはできない」と評している[7]。
- 古人の評価は賛否分かれ、「書法が奇抜で伝統的な書法の他に新生面をひらいた」といってほめる者もあれば、「下劣の阿修羅」とけなす者もある。特に政治的な汚名を被ってからは卑しまれて、中国では一般に軽視されてしまった[6][7][3]。

## 水星の化身
張瑞図の子の張潜夫（ちょう せんぷ）が木庵性瑫と親交があったことから、渡来した黄檗僧らによって瑞図の作品が日本にもたらされた。当時（江戸時代）の日本は唐様が流行しており、また、張瑞図の号が二水で水星の生まれ変わりとの言い伝えから、その書を室内に掛けておくと火厄を免れるという俗言が生まれ、非常に珍重されることとなった。日本から福州まで買いつけにくるものも多かったといわれ、現在、日本にも多くの遺作が伝わっている。